# Liste der Straßen und Plätze in Rennersdorf (Dresden)

Lage der Gemarkung Rennersdorf in Dresden

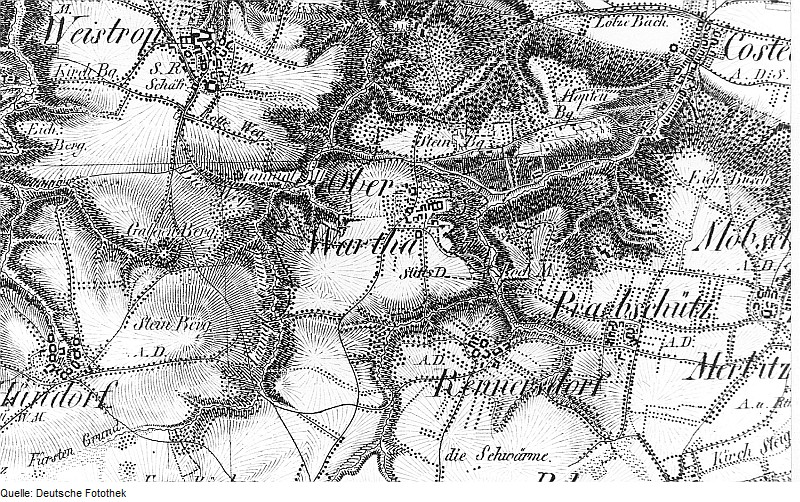
Rennersdorf mit den Straßen und Wegen der Umgebung auf der Oberreitschen Karte aus dem 19. Jahrhundert

Die Liste der Straßen und Plätze in Rennersdorf beschreibt das Straßensystem im Dresdner Ortsteil Rennersdorf mit den entsprechenden historischen Bezügen. Aufgeführt sind Straßen, die im Gebiet der Gemarkung Rennersdorf liegen. Kulturdenkmale in der Gemarkung Rennersdorf sind in der Liste der Kulturdenkmale in Rennersdorf aufgeführt.
Rennersdorf ist Teil der Ortschaft Mobschatz, die wiederum zum statistischen Stadtteil Cossebaude/Mobschatz/Oberwartha der sächsischen Landeshauptstadt Dresden gehört. Die in Ost-West-Richtung verlaufende Bundesautobahn 4 (Europastraße 40) bildet die Südgrenze der Rennersdorfer Flur. In diesem Bereich liegt das Autobahndreieck Dresden-West, an dem die Bundesautobahn 17 (Europastraße 55) in südlicher Richtung nach Prag abzweigt. Wichtigste Straße für den Ortsverkehr ist die Rennersdorfer Hauptstraße. Insgesamt gibt es in Rennersdorf fünf benannte Straßen, die in der folgenden Liste aufgeführt sind.

## Legende
Die nachfolgende Tabelle gibt eine Übersicht über die vorhandenen Straßen und Plätze im Ortsteil sowie einige dazugehörige Informationen. Im Einzelnen sind dies:
- Name/Lage: Aktuelle Bezeichnung der Straße oder des Platzes sowie unter ‚Lage‘ ein Koordinatenlink, über den die Straße oder der Platz auf verschiedenen Kartendiensten angezeigt werden kann. Die Geoposition gibt dabei ungefähr die Mitte der Straße an.
- Länge/Maße in Metern: Die in der Übersicht enthaltenen Längenangaben sind nach mathematischen Regeln auf- oder abgerundete Übersichtswerte, die in Google Earth mit dem dortigen Maßstab ermittelt wurden. Sie dienen eher Vergleichszwecken und werden, sofern amtliche Werte bekannt sind, ausgetauscht und gesondert gekennzeichnet. Bei Plätzen sind die Maße in der Form a × b dargestellt. Der Zusatz ‚im Stadtteil‘ bzw. ‚im Ortsteil‘ gibt an, wie lang die Straße innerhalb des Stadt-/Ortsteils ist, sofern sie durch mehrere Stadt-/Ortsteile verläuft.
- Namensherkunft: Ursprung oder Bezug des Namens.
- Jahr der Benennung: Zeitpunkt, zu dem die Straße ihren heute gültigen Namen erhielt (sofern bekannt).
- Anmerkungen: Weitere Informationen bezüglich anliegender Institutionen, der Geschichte der Straße, historischer Bezeichnungen, Baudenkmalen usw.
- Bild: Foto der Straße.

## Straßenverzeichnis
| Name/Lage                      | Länge/Maße | Namensherkunft                                       | Jahr der Benennung | Anmerkungen | Bild       |
| ------------------------------ | ---------- | ---------------------------------------------------- | ------------------ | --- | ---------- |
| Lotzebachstraße Lage           |            | Lotzebach, Gewässer                                  |                    | Die Lotzebachstraße führt ins Tal des Lotzebachs nach Cossebaude. |            |
| Rennersdorfer Hauptstraße Lage |            | Hauptstraße in Rennersdorf                           |                    | Die Rennersdorfer Hauptstraße verbindet die Unkersdorfer Flur über Rennersdorf mit dem östlich benachbarten Brabschütz.                                                                |            |
| Silbertalweg Lage              |            | Silbertal, Flurname                                  |                    | Das Silbertal, auch Silbergrund, ist das heute durch das Obere Staubecken des Pumpspeicherwerks Niederwartha überflutete Tal zwischen Oberwartha und Rennersdorf.                      |            |
| Stauseeweg Lage                |            | Oberes Staubecken des Pumpspeicherwerks Niederwartha |                    | Am Stauseeweg liegen der Dorfkern des alten Rundweilers Rennersdorf und drei der sieben Kulturdenkmale des Ortsteils.                                                                  | Stauseeweg |
| Unkersdorfer Weg Lage          |            | Unkersdorf                                           |                    | Der Unkersdorfer Weg ist Teil der alten Verbindung nach Unkersdorf, wo er Schwarmweg heißt. Dazwischen ist er durch die Verkehrsbauten des Autobahndreiecks Dresden-West unterbrochen. |            |